# Perarthrus pallidus
Perarthrus pallidus är en skalbaggsart som först beskrevs av Schaeffer 1905.  Perarthrus pallidus ingår i släktet Perarthrus och familjen långhorningar. Inga underarter finns listade i Catalogue of Life.